# Capi di Stato di Haiti
Questa pagina elenca i capi di Stato di Haiti dalla sua indipendenza nel 1804. Per i governatori di Haiti in epoca coloniale, vedi la pagina Governatori di Saint-Domingue.
Fra il 1806 ed il 1820 Haiti fu divisa nella parte settentrionale denominata Stato e poi Regno di Haiti, e quella meridionale, la Repubblica di Haiti.

## Governatore generale di Haiti, 1804
| Nome (nascita-morte) | Nome (nascita-morte)                | Mandato        | Mandato           | Titolo/i                      |
| Nome (nascita-morte) | Nome (nascita-morte)                | Dal            | Al                | Titolo/i                      |
| -------------------- | ----------------------------------- | -------------- | ----------------- | ----------------------------- |
| 1                    | Jean-Jacques Dessalines (1758–1806) | 1 gennaio 1804 | 22 settembre 1804 | Governatore Generale di Haiti |

## Imperatore di Haiti, 1804-1806
| Imperatore (nascita-morte) | Periodo di regno  | Periodo di regno | Casa reale |
| Imperatore (nascita-morte) | Dal               | Al               | Casa reale |
| -------------------------- | ----------------- | ---------------- | ---------- |
| Giacomo I (1758–1806)      | 22 settembre 1804 | 17 ottobre 1806  | Dessaline  |

## Capo dello Stato di Haiti, 1806-1811
- Henri Christophe: 17 ottobre 1806 - 28 marzo 1811 (Proclamato re di Haiti col nome di Enrico I)

## Re di Haiti, 1811-1820
- Enrico I: 28 marzo 1811 - 8 ottobre 1820
- Enrico II: 8 ottobre - 18 ottobre 1820

## Presidenti della Repubblica di Haiti, 1806-1849
- Alexandre Pétion: 17 ottobre 1806 - 29 marzo 1818
- Jean-Pierre Boyer: 30 marzo 1818 - 13 marzo 1843
- Charles Riviere-Herard: 13 marzo 1843 - 2 marzo 1844
- Philippe Guerrier: 3 maggio 1844 - 15 aprile 1845
- Jean-Louis Pierrot: 16 aprile 1845 - 1º marzo 1846
- Jean-Baptiste Riché: 1º marzo 1846 - 27 febbraio 1847
- Faustin Soulouque: 1º marzo 1847 - 26 agosto 1849 (Proclamato Imperatore col nome di Faustino I)

## Imperatore di Haiti, 1849-1859
Faustino I: 26 agosto 1849 - 15 gennaio 1859

## Presidenti della Repubblica di Haiti, dal 1859

### Repubblica di Haiti (1859-1957)
| Presidente                               | Mandato          | Mandato          | Partito                 |
| Presidente                               | Dal              | Al               | Partito                 |
| ---------------------------------------- | ---------------- | ---------------- | ----------------------- |
| Fabre Geffrard (1806–1878)               | 22 gennaio 1859  | 13 marzo 1867    | Indipendente            |
| Jean-Nicolas Nissage Saget (1810–1880)   | 20 marzo 1867    | 2 maggio 1867    | Indipendente            |
| Sylvain Salnave (1827–1870)              | 4 maggio 1867    | 27 dicembre 1869 | Indipendente            |
| Jean-Nicolas Nissage Saget (1810–1880)   | 27 dicembre 1869 | 14 maggio 1874   | Partito liberale        |
| Consiglio dei Segretari di Stato         | 14 maggio 1874   | 14 giugno 1874   | Indipendente            |
| Michel Domingue (1813–1877)              | 14 giugno 1874   | 15 aprile 1876   | Indipendente            |
| Pierre Théoma Boisrond-Canal (1832-1905) | 23 aprile 1876   | 17 luglio 1879   | Partito liberale        |
| Joseph Lamothe (?–1891)                  | 26 luglio 1879   | 2 ottobre 1879   | Indipendente            |
| Lisio Salomone (1815–1888)               | 2 ottobre 1879   | 10 agosto 1888   | Partito Nazionale       |
| Pierre Théoma Boisrond-Canal (1832-1905) | 10 agosto 1888   | 16 ottobre 1888  | Partito liberale        |
| François Denys Légitime (1841–1935)      | 16 ottobre 1888  | 23 agosto 1889   | Partito liberale        |
| Monpoint Jeune (1830-1905)               | 23 agosto 1889   | 17 ottobre 1889  | Indipendente            |
| Florvil Hyppolite (1828–1896)            | 17 ottobre 1889  | 24 marzo 1896    | Partito Nazionale       |
| Tiresia Simon Sam (1835-1916)            | 31 marzo 1896    | 12 maggio 1902   | Partito Nazionale       |
| Pierre Théoma Boisrond-Canal (1832-1905) | 26 maggio 1902   | 17 dicembre 1902 | Partito liberale        |
| Pierre Nord Alexis (1820-1910)           | 21 dicembre 1902 | 2 dicembre 1908  | Militare                |
| François C. Antoine Simon (1843-1923)    | 6 dicembre 1908  | 3 agosto 1911    | Partito liberale        |
| Cincinnato Leconte (1854-1912)           | 15 agosto 1911   | 8 agosto 1912    | Partito Nazionale       |
| Tancrède Auguste (1856-1913)             | 8 agosto 1912    | 2 maggio 1913    | Partito Nazionale       |
| Michel Oreste (1859-1918)                | 12 maggio 1913   | 27 gennaio 1914  | Indipendente            |
| Oreste Zamor (1861-1915)                 | 8 febbraio 1914  | 29 ottobre 1914  | Militare                |
| Joseph Davilmar Théodore (1847–1917)     | 7 novembre 1914  | 22 febbraio 1915 | Militare                |
| Vilbrun Guillaume Sam (1859-1915)        | 25 febbraio 1915 | 28 luglio 1915   | Militare                |
| Philippe Sudré Dartiguenave (1863-1926)  | 12 agosto 1915   | 15 maggio 1922   | Indipendente            |
| Luigi Borno (1865–1942)                  | 15 maggio 1922   | 15 maggio 1930   | Indipendente            |
| Louis Eugène Roy (1861–1939)             | 15 maggio 1930   | 18 novembre 1930 | Indipendente            |
| Stenio Vincent (1874–1959)               | 18 novembre 1930 | 15 maggio 1941   | Indipendente            |
| Élie Lescot (1883–1974)                  | 15 maggio 1941   | 11 gennaio 1946  | Partito liberale        |
| Franck Lavaud (1903–1986)                | 11 gennaio 1946  | 16 agosto 1946   | Militare                |
| Dumarsais Stima (1900-1953)              | 16 agosto 1946   | 10 maggio 1950   | Indipendente            |
| Franck Lavaud (1903–1986)                | 10 maggio 1950   | 6 dicembre 1950  | Militare                |
| Paul Magloire (1907–2001)                | 6 dicembre 1950  | 12 dicembre 1956 | Movimento dei Contadini |
| Joseph Nemours Pierre-Louis (1900–1966)  | 12 dicembre 1956 | 3 febbraio 1957  | Indipendente            |
| Franck Sylvain (1909–1987)               | 7 febbraio 1957  | 2 aprile 1957    | Indipendente            |
| Consiglio Direttivo Di Governo           | 2 aprile 1957    | 25 maggio 1957   | Indipendente            |
| Daniel Fignolé (1913–1986)               | 25 maggio 1957   | 14 giugno 1957   | Movimento dei Contadini |
| Antonio Thrasybule Kébreau (1909–1963)   | 14 giugno 1957   | 22 ottobre 1957  | Militare                |

### Dittatura dei Duvalier (1957-1986)
| Presidente                      | Mandato         | Mandato         |
| Presidente                      | Dal             | Al              |
| ------------------------------- | --------------- | --------------- |
| François Duvalier(1907–1971)    | 22 ottobre 1957 | 21 aprile 1971  |
| Jean-Claude Duvalier(1951–2014) | 21 aprile 1971  | 7 febbraio 1986 |

### Repubblica di Haiti (dal 1986)
| Presidente                                             | Elezione   | Mandato           | Mandato           |
| Presidente                                             | Elezione   | Inizio            | Fine              |
| ------------------------------------------------------ | ---------- | ----------------- | ----------------- |
| Henri Namphy (Capo del Consiglio Nazionale di Governo) |            | 6 febbraio 1986   | 7 febbraio 1988   |
| Leslie Manigat                                         | 1988       | 7 febbraio        | 20 giugno 1988    |
| Henri Namphy                                           |            | 20 giugno         | 17 settembre 1988 |
| Prosper Avril                                          |            | 17 settembre 1988 | 10 marzo 1990     |
| Herard Abraham                                         | ad interim | 10 marzo 1990     | 13 marzo 1990     |
| Ertha Pascal-Trouillot                                 | ad interim | 13 marzo 1990     | 7 febbraio 1991   |
| Jean-Bertrand Aristide                                 | 1990       | 7 febbraio        | 30 settembre 1991 |
| Raoul Cédras (Leader della Giunta Militare)            |            | 30 settembre      | 8 ottobre 1991    |
| Joseph Nérette                                         | ad interim | 8 ottobre 1991    | 19 giugno 1992    |
| Marc Bazin                                             | ad interim | 19 giugno 1992    | 15 giugno 1993    |
| Jean-Bertrand Aristide                                 |            | 15 giugno 1993    | 12 maggio 1994    |
| Émile Jonassaint                                       | ad interim | 12 maggio         | 12 ottobre 1994   |
| Jean-Bertrand Aristide                                 |            | 12 ottobre 1994   | 7 febbraio 1996   |
| René Préval                                            | 1995       | 7 febbraio 1996   | 7 febbraio 2001   |
| Jean-Bertrand Aristide                                 | 2000       | 7 febbraio 2001   | 29 febbraio 2004  |
| Boniface Alexandre                                     | ad interim | 29 febbraio 2004  | 14 maggio 2006    |
| René Préval                                            | 2006       | 16 maggio 2006    | 14 maggio 2011    |
| Michel Martelly                                        | 2010       | 14 maggio 2011    | 7 febbraio 2016   |
| Consiglio dei Ministri                                 |            | 7 febbraio        | 14 febbraio 2016  |
| Jocelerme Privert                                      | ad interim | 14 febbraio 2016  | 7 febbraio 2017   |
| Jovenel Moïse                                          | 2016       | 7 febbraio 2017   | 7 luglio 2021     |
| Claude Joseph                                          | ad interim | 7 luglio 2021     | 20 luglio 2021    |
| Ariel Henry                                            | ad interim | 20 luglio 2021    | 24 aprile 2024    |
| Consiglio presidenziale di transizione                 | ad interim | 25 aprile 2024    | in carica         |